# Matarraña (cours d'eau)
La Matarraña est une rivière espagnole dans la communauté autonome d'Aragon, affluente de l'Èbre.

## Géographie
La longueur de son cours est de 97 km, et son bassin versant de 1 250 km2 et son module à l'embouchure près de Fayón est de 6,51 m3/s à l'altitude 75 mètres. Elle prend sa source près de la Peñarroya de Tastavins à l'altitude 1 200 mètres.

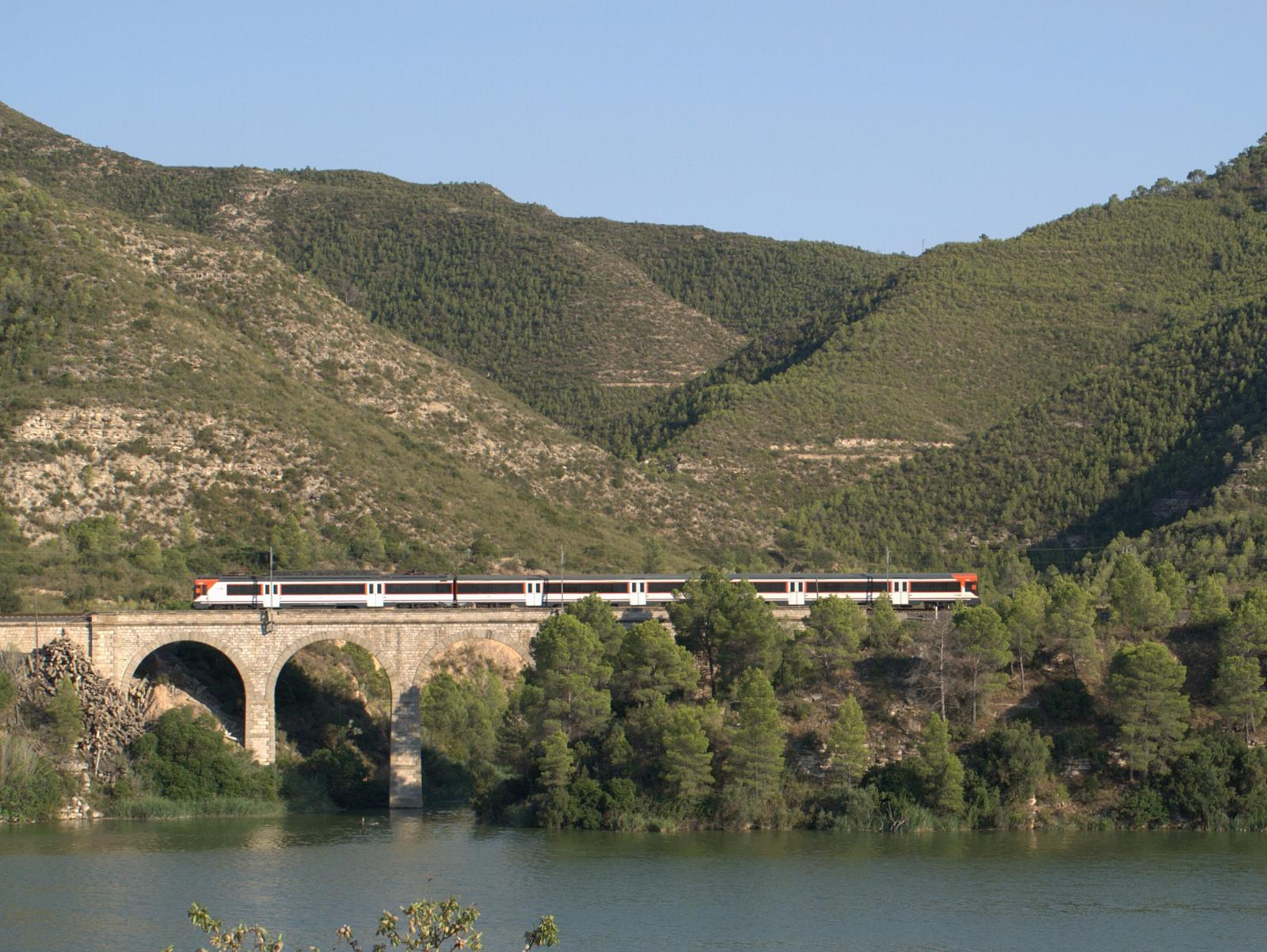
viaduc ferroviaire sur la Matarraña près de Fayón